# Unitat de Policia Adscrita al Principat d'Astúries

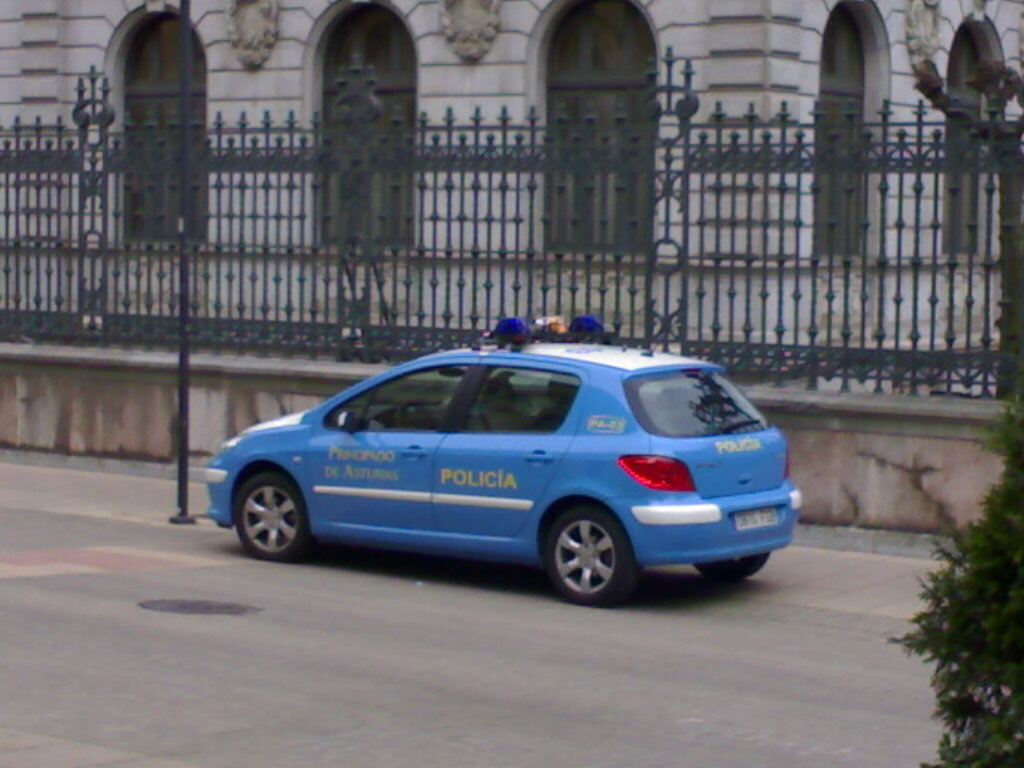
Vehicle de la policia adscrita al Principat.

La Unitat de Policia Adscrita del Principat d'Astúries va ser una unitat de Policia que pertanyia orgànicament al Cos Nacional de Policia d'Espanya i que estava assignada a la Comunitat Autònoma del Principat d'Astúries. No era per tant una Policia autonòmica com en els casos dels Mossos d'Esquadra, l'Ertzaintza, la Policia Foral de Navarra o la Policia Canària. Va entrar en funcionament al novembre de 2006 i va cessar les seves activitats el gener de 2014 a causa de desavinences tant polítiques com a econòmiques entre el govern autonòmic i l'estatal, i els seus membres foren reincorporats al Cos Nacional de Policia.
Les seves missions eren la custòdia d'edificis pertanyents al Principat, l'escorta de personalitats, la coordinació i control de les funcions de seguretat assignades a les empreses de seguretat privada i la inspecció i control del joc. La van arribar a compondre 78 agents i 10 vehicles, encara que el nombre d'efectius va anant reduint-se gradualment.
Els uniformes de la unitat adscrita eren idèntics a la resta de policies del cos nacional, encara que portaven insígnies distintives del Principat d'Astúries: la bandera en el braç dret i l'escut en la gorra. Els vehicles que posseïen també eren de diferents colors als del cos nacional.